# Gourmet Girl Graffiti
Gourmet Girl Graffiti (яп. 幸腹グラフィティ Ко:фуку Гурафити, букв.«Картинки счастливой кухни») — комедийная манга-ёнкома, написанная и проиллюстрированная Макото Каваи. Выпускалась в журнале Manga Time Kirara Miracle! издательства Houbunsha с марта 2012 года по ноябрь 2016 года. Аниме-адаптация студии Shaft выпускалась с января по март 2015 года.

## Сюжет
Ученица средней школы Рё Матико уже год живёт одна со времени смерти своей бабушки. Несмотря на её превосходные навыки в кулинарии, она недооценивает себя и считает свою пищу недостаточно хорошей. Вскоре к Рё приезжает её кузина, Кирин Морино, которая собирается гостить у неё по выходным, чтобы посещать дополнительные занятия в Токио. Благодаря Кирин Рё понимает, что еда в компании семьи и друзей становится вкусней.

## Персонажи
Рё Матико (яп. 町子リョウ Матико Рё:) — главная героиня, живет в одиночестве после смерти своей бабушки и любит готовить. С помощью готовки в конце концов находит для себя новую «семью», состоящую из её друзей.
Сэйю: Рина Сато
Кирин Морино (яп. 森野 きりん Морино Кирин) — кузина Рё, регулярно приезжающая к ней в гости. Она полна энергии и временами ведёт себя по-детски эгоистично.
Сэйю: Асука Огамэ
Сина (яп. 椎名 Си:на) — подруга Рё по школе. Она тихая и спокойная в противоположность Кирин. Плохо переносит, когда на неё попадает вода, вплоть до того, что случайная лужа может уложить её на день с простудой.
Сэйю: Микако Комацу

## Медиа-издания

### Манга
Комедийная манга-ёнкома, написанная и иллюстрированная Макото Каваи, публиковалась в журнале Manga Time Kirara Miracle! издательства Houbunsha с марте 2012 года по ноябрь 2016 года. Первый танкобон манги был выпущен 26 января 2013 года. Последний, седьмой, том был выпущен 27 сентября 2016 года.
| № | Дата публикации       | ISBN                   |
| - | --------------------- | ---------------------- |
| 1 | 26 января 2013 года   | ISBN 978-4-8322-4258-6 |
| 2 | 27 сентября 2013 года | ISBN 978-4-8322-4352-1 |
| 3 | 27 марта 2014 года    | ISBN 978-4-8322-4419-1 |
| 4 | 25 декабря 2014 года  | ISBN 978-4-8322-4508-2 |
| 5 | 27 марта 2015 года    | ISBN 978-4-8322-4545-7 |
| 6 | 26 декабря 2015 года  | ISBN 978-4-8322-4648-5 |
| 7 | 27 сентября 2016 года | ISBN 978-4-8322-4745-1 |

### Аниме
Аниме-адаптация, срежиссированная Наоюки Тацувой на студии Shaft, транслировалась в Японии с 9 января по 27 марта 2015 года. Сценаристом выступила Мари Окада, дизайн персонажей разработан Кадзуей Сиоцуки.
Начальной композицией аниме-сериала является песня «Shiawase ni Tsuite Watashi ga Shitteiru Itsutsu no Houhou» (яп. 幸せについて私が知っている5つの方法 Сиавасэ ни Цуйтэ Ватаси га Ситтэйру Ицуцу но Хо:хо:) в исполнении Мааи Сакамото, завершающую композицию под названием «Egao ni Naru» (яп. 笑顔になる Эгао ни Нару) исполняют Рина Сато и Асука Огамэ.
Сюжет аниме следует за группой героев в течение одного года. Каждая серия соответвествует одному месяцу.

#### Список серий
| № серии | Название | Трансляция в Японии  |
| ------- | --- | -------------------- |
| 1       | Горячее и сочное. «Хокахока, дзюва.» (ほかほか、じゅわっ。)                                                                              | 9 января 2015 года   |
| 2       | Воздушное и хрустящее. «Фунвари, гогагага.» (ふんわり、ゴガガガッ。)                                                                     | 16 января 2015 года  |
| 3       | Пышное и румяное. «Сёкусёку, торо.» (ショクショク、トロッ。)                                                                             | 23 января 2015 года  |
| 4       | Сочное и хрустящее. «Дзинвари, барири.» (じんわり、バリリッ。)                                                                           | 30 января 2015 года  |
| 5       | Глотаем, прихлёбывая. «Дзюрурун, гокун.» (ぢゅるるんっ、ごくん。)                                                                        | 6 февраля 2015 года  |
| 6       | Горячее и упругое. «Ацуацу, моти моти.» (あつあつ、もちもち。)                                                                           | 13 февраля 2015 года |
| 7       | Шипящее, потрескивающее. «Дзю:, пуси:.» (ジュー、プシーッ。)                                                                             | 20 февраля 2015 года |
| 8       | С пылу с жару, громко хрустящее. «Хокухоку, хапу.» (ほくほく、はぷっ。)                                                                  | 27 февраля 2015 года |
| 9       | Кипящее, пышущее паром. «Гуцугуцу, хэха...» (グツグツ、へは……。)                                                                         | 6 марта 2015 года    |
| 10      | Упругое, с расплавленным сыром. «Хамохамо, митити.» (はもはも、みちちっ。)                                                               | 13 марта 2015 года   |
| 11      | Хрустим, прихлёбывая. / Хрустящее, сияющее. «Дзякидзяки, дзуруру. / Сяку, тэрицуя~.» (ジャキジャキ、ずるるっ。 / シャクッ、テリツヤ～。) | 20 марта 2015 года   |
| 12      | Впитавшее сок, упругое. «Симисими, мугю.» (しみしみ、むぎゅっ。)                                                                         | 27 марта 2015 года   |

## Критика
Произведение относится к типу повседневных историй, в которых «милые девочки делают милые вещи». Как и в Ristorante Paradiso, еда тут в первую очередь выступает эмоциональной метафорой отношений между людьми, которых не хватает главной героине. Но сами сцены поедания различных блюд в аниме полны близких ракурсов и содержат отчетливые сексуальные намёки.
Аниме во многом схоже с более ранней работой студии Hidamari Sketch, только если в той сюжет крутился вокруг искусства, тут в центре кулинария. Gourmet Girl Graffiti во многих аспектах уступает другим произведениям в схожем жанре, включая, например, не только Hidamari Sketch, но и Non Non Biyori.